# Якуруто
Якуруто, якульт (яп. ヤクルト, англ. Yakult, тай. ยาคูลท์) — популярний в Японії та світі пробіотичний напій з ферментованого бактерією Lactobacillus paracasei молока. Назва «Yakult» походить від есперанто jahurto, що означає йогурт.

## Історія
Бактерію Lactobacillus paracasei вперше ізолював з шлунку людини японський науковець Мінору Шірота у 1930-х роках. Нагріте молоко охолоджували і додавали бактерії, після чого воно бродило 6-7 днів при температурі 37-38 °C. Після ферментації у нього додавали цукор, воду та інші інгредієнти. Промисловим виробництвом займалася компанія Yakult Honsha. 
Кожна пляшка якуруто містить щонайменше 6,5 мільярда клітин бактерій. Дослідження науковців підтверджують, що регулярне вживання якуруто покращує травлення і тримає мікрофлору кишковика в нормі.
У 1971 році почав продаватися у Таїланді, де здобув широку популярність. Пляшки якуруто можна придбати майже у кожному магазині в Таїланді.

## Галерея

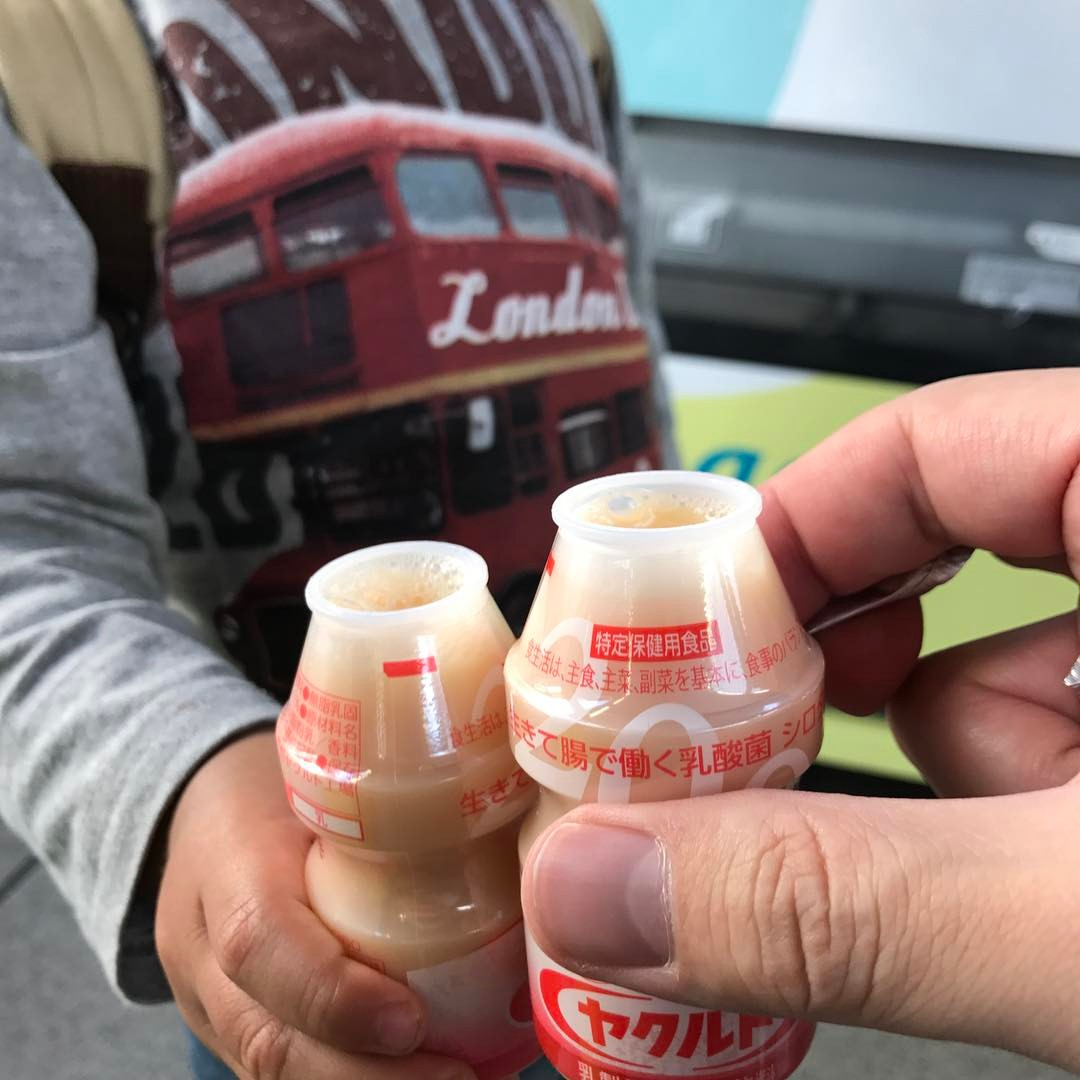
Японські пляшечки якуруто
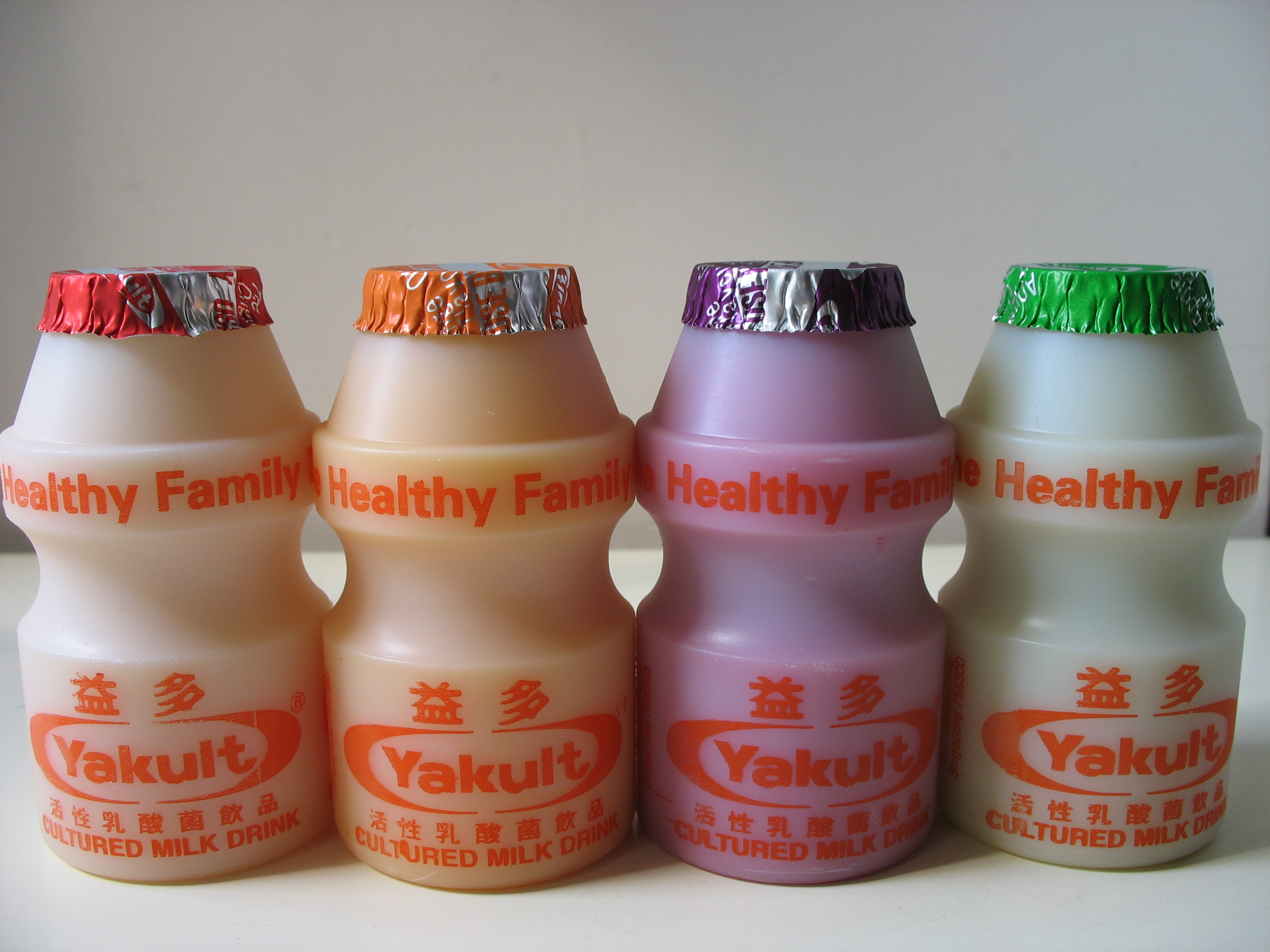
Якуруто з різними смаками
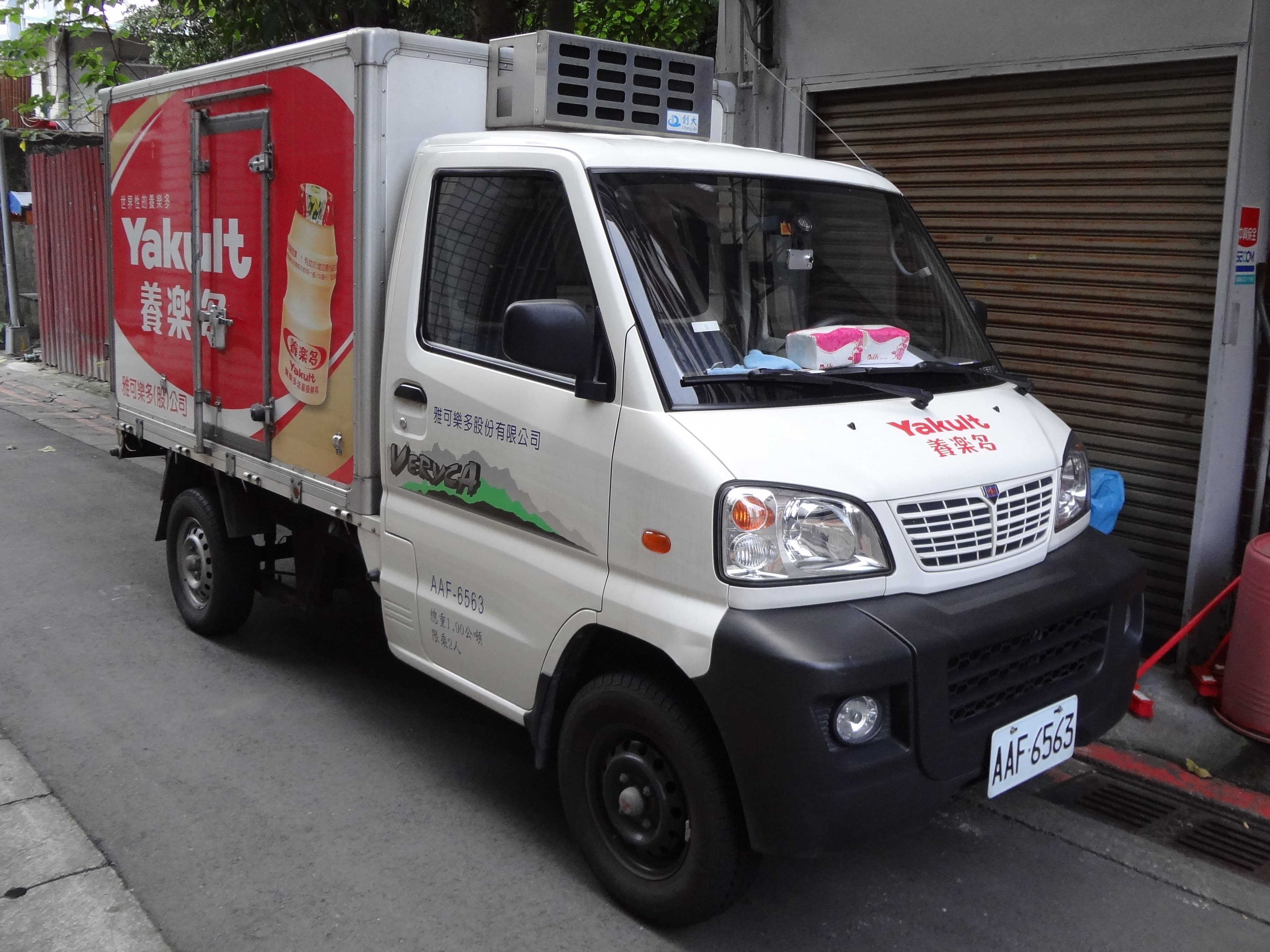
Реклама якуруто на машині
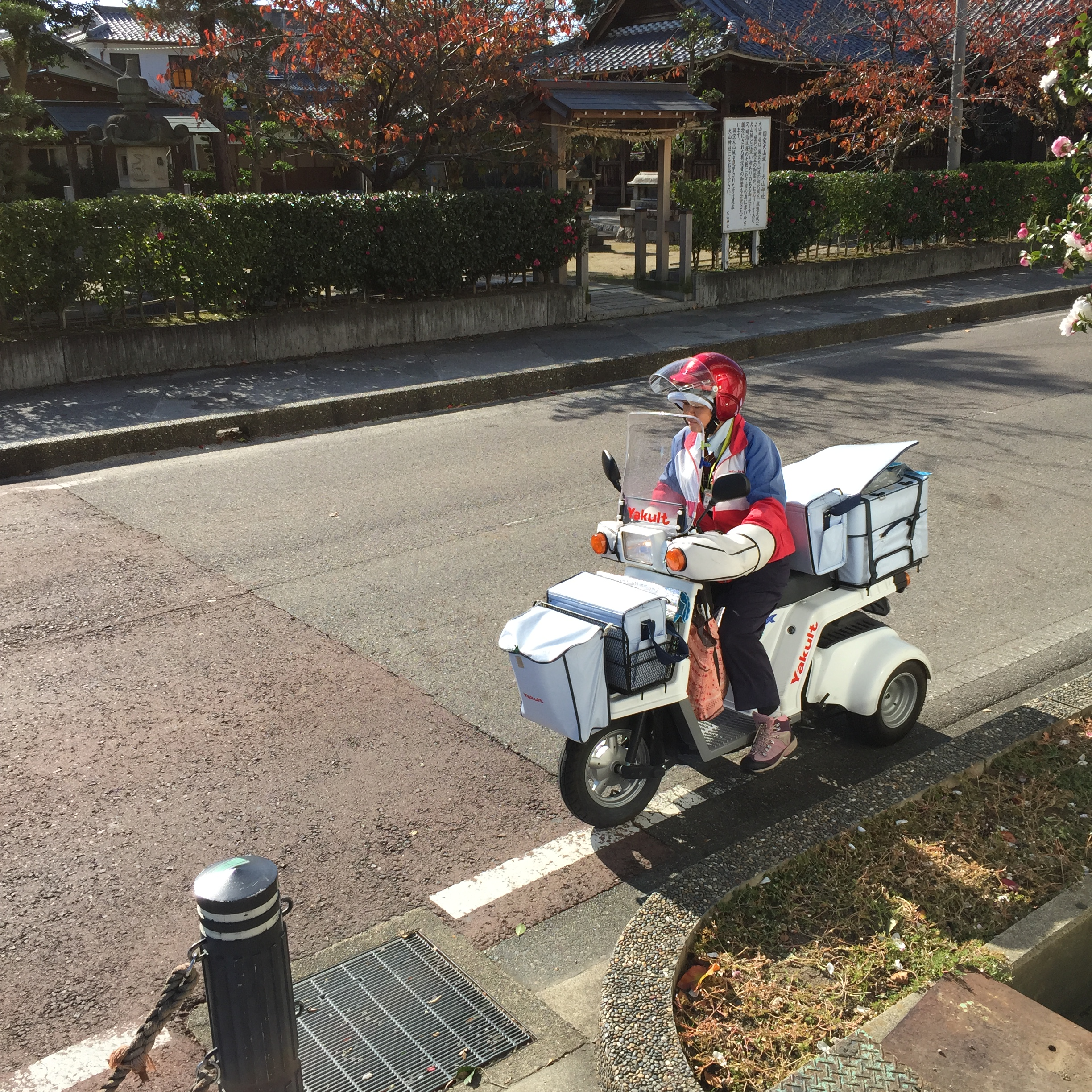
Доставка якуруто
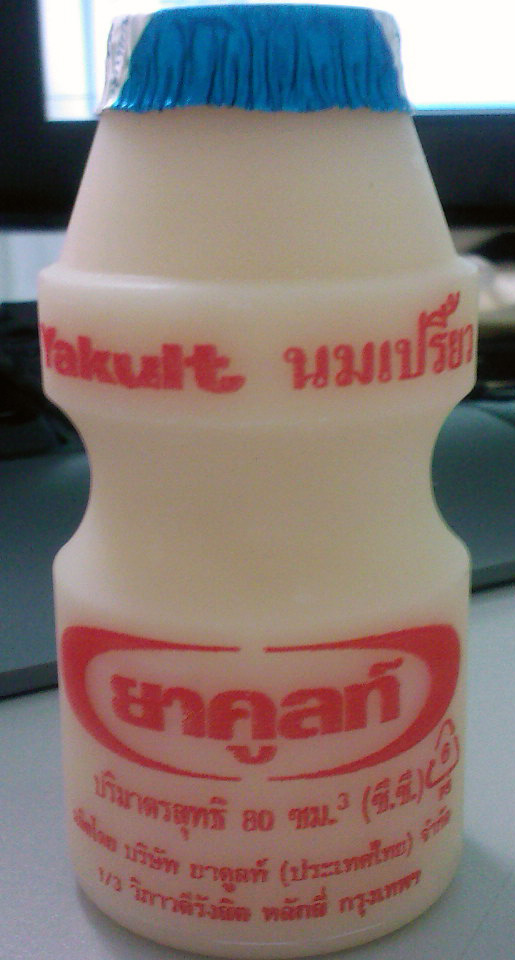
Тайська пляшечка якуруто